# Benito Nardone Cetrulo
Benito Nardone Cetrulo (Montevideo, 22 de novembre de 1906 - ibídem. 25 de març de 1964), va ser un polític i periodista uruguaià mort als 57 anys. President de l'Uruguai entre 1960-1961 com a integrant del Consell Nacional de Govern.

## Biografia
Fill d'un modest immigrant de Gaeta, Itàlia, després dels seus estudis preparatoris es transforma en periodista. De tradició batllista i gran lector d'història, economia i política, comença a treballar en el periodisme escrit per després dedicar-se exclusivament a l'activitat radial. El 1940, amb 34 anys, sota el pseudònim de "Chico-Tazo", comença a realitzar comentaris a "CX4 Radio Rural" sobre el mercat nacional i internacional de llanes, divulgant els productors rurals mitjans i petits els maneigs i els lucratius negocis dels mitjancers.
Tots els dies, a les 11:30 del matí (quan els treballadors rurals ja estaven de tornada a les seves cases després de les tasques diàries al camp) i amb la música del "Pericón Nacional" - ball típic de l'Uruguai - com a fons, Chico-Tazo s'unia a les converses i preocupacions diàries dels petits i mitjans productors de la terra i també dels peons rurals parlant en el seu mateix llenguatge. En aquell temps parlar a la ràdio i referir-se a temes gremials i polítics rurals, com ho feia Benito Nardone, era original i desacostumat.
Sorgit al marge dels partits polítics i convocant per igual a nacionalistes i militants del Partit Colorado, va aconseguir formar una força de tal cohesió gremial que va fundar el 1951 la Lliga Federal d'Acció Ruralista. A partir d'aquell moment, les seves idees les pregonava -a més d'en la seva audició radial diària- als congressos rurals i als ajuntaments oberts que es feien a tot el país en els quals tots podien parlar, així fos el crític més intransigent.
Per les eleccions nacionals de 1958, va convertir aquesta organització purament gremial en una força política aliant-se amb el Partit Nacional. Aquesta aliança va permetre el triomf electoral d'aquest partit -absent de la direcció governativa del país des de 1865-. Com a conseqüència d'aquesta aliança, va ingressar al Consell Nacional de Govern (1959-1962), del qual va ser president el 1960. Acabat el seu mandat legal, va tornar a les seves activitats gremials des de la ràdio i la premsa cada vegada amb un major to conservador i anticomunista.
Durant la seva presidència, el 1960, va visitar Itàlia, anant a Limido Comasco i Gaeta on l'1 de desembre va inaugurar un monument de l'escultor Eugenio Prati dedicat al pròcer uruguaià José Gervasio Artigas. La comuna de Gaeta ho va fer ciutadà honorífic, en record del seu pare Nicola Antonio que a finals del segle xix va deixar Gaeta per anar-se'n a l'Uruguai a la recerca de millores oportunitats.